# Jeannette Howard Foster
Jeannette Howard Foster (* 3. November 1895 in Oak Park, Illinois; †  26. Juli 1981) war eine US-amerikanische Autorin, Dichterin, Bibliothekarin und Hochschullehrerin.

## Leben
Jeannette Foster wurde als Tochter des Maschinenbauingenieurs Winslow Howard Foster (* 10. Januar 1869) und Anna Mabel Burr in Oak Park, Illinois, geboren. Sie studierte am Rockford College und schloss 1918 das Studium mit einem Abschluss in Chemie ab. Foster promovierte zum Doktor an der Graduate Library School der Universität Chicago, wo sie Englisch unterrichtete und zuvor einen Abschluss in Literatur 1914 (AA) und AM (1922) erhalten hatte. 1932 hatte sie an der Emory University einen Bachelor-Abschluss in Bibliothekswissenschaft erworben.
Von 1937 bis 1948 unterrichtete sie Bibliothekswissenschaft am Drexel Institute of Technology in Philadelphia, Pennsylvania. In den Jahren 1948 bis 1952 war sie Bibliothekarin am Institut für Sexualforschung der Indiana University, wo sie mit Alfred Kinsey zusammenarbeitete. Sie zog sich nach dem Ende ihrer beruflichen Tätigkeit nach Pocahontas, Arkansas, zurück, wo sie mit zwei anderen Frauen lebte. Für die Zeitschrift The Ladder schrieb sie diverse Rezensionen und Beiträge.
Foster war mit Valerie Taylor und Marie Kuda befreundet, die die erste nationale Konferenz für lesbische Schriftstellerinnen in den Vereinigten Staaten ins Leben riefen. Taylor widmete die erste Konferenz 1974 Foster.

## Werke (Auswahl)
- 1956: Sex Variant Women in Literature: A Historical and Quantitative Survey

## Auszeichnungen und Preise (Auswahl)
- 1974: Stonewall Book Award für Sex Variant Women in Literature: A Historical and Quantitative Survey
- 1998: Aufnahme in die Chicago LGBT Hall of Fame[3]